# Code forestier (Côte d'Ivoire)
Le Code forestier de Côte d'Ivoire est l'objet de la loi ivoirienne n° 65-425 du 20 décembre 1965. Il définit, non seulement, les forêts ainsi que les aires de protection et de reboisement, mais également les différentes catégories de droits applicables dans le domaine forestier.

## Description
Ceci concerne, aussi bien la constitution de forêts classées et de réserves, l’exercice des droits coutumiers, que la délivrance des concessions d’exploitation forestière s'agissant des forêts du domaine de l’État. Ce code évolue dans l'environnement d'un pays dont le développement économique est étroitement lié à la forêt. Celle-ci apporte à la Côte d'Ivoire, d'une part des terrains riches et favorables aux cultures et d'autre part, une réserve importante de bois